# トルコ国鉄 HT65000系電車
トルコ国鉄HT65000系(TCDD HT65000) はトルコ国鉄が運用する動力分散型の高速鉄道車両である。生産はスペインのCAFが行う。65000系はレンフェで運行されている120系電車をベースとしており、イスタンブールからアンカラ間で運用される。最高時速は250kmに達する。
編成は6両編成で、2編成を連結した12輌編成で運用する事もできる。片側2扉で床面高さは1,300mmである。
海外から22年以上の融資を受けている。7年の猶予期間がある。

## 関連
- トルコ高速鉄道